# Putna - Vrancea
Putna - Vrancea este o arie protejată (arie specială de conservare — SAC, sit de importanță comunitară — SCI) din România, desemnată în scopul protejării biodiversității și menținerii într-o stare de conservare favorabilă a florei spontane și faunei sălbatice, precum și a habitatelor naturale de interes comunitar aflate în arealul zonei protejate. Aceasta se întinde pe o suprafață de 38.060,2 ha, integral pe uscat.

## Localizare
Situl se întinde pe teritoriile administrative ale județelor Bacău (Mănăstirea Cașin), Buzău (Gura Teghii), Covasna (Zăbala) și Vrancea (Nistorești, Păulești, Tulnici). Centrul sitului Putna - Vrancea este situat la coordonatele 45°55′17″N 26°30′13″E / 45.92128°N 26.503481°E.

## Înființare
Situl Putna - Vrancea (ROSCI0208) a fost declarat sit de importanță comunitară în decembrie 2007 pentru a proteja 3 specii de plante și 19 specii de animale. Situl a fost protejat și ca arie specială de conservare în mai 2022. Situl include ariile naturale: Cascada Putnei, Groapa cu Pini, Muntele Goru, Parcul Natural Putna - Vrancea, Pădurea Lepșa - Zboina, Strâmtura - Coza și Valea Tișiței.

## Biodiversitate
Situată în ecoregiunile alpină și continentală, aria protejată conține 20 de habitate naturale: Râuri de munte și vegetația erbacee de pe malurile acestora, Râuri de munte și vegetația lor lemnoasă cu Myricaria germanica, Râuri de munte și vegetația lor lemnoasă cu Salix elaeagnos, Pajiști uscate europene, Pajiști alpine și boreale, Fânețe montane, Grohotișuri silicioase de la nivelul montan până la nivelul zăpezii (Androsacetalia alpinae și Galeopsietalia ladani), Păduri de fag Luzulo-Fagetum, Păduri de fag Asperulo-Fagetum, Păduri de stejar și carpen Galio-Carpinetum, Păduri pe pante, grohotișuri și ravene de Tilio-Acerion, Păduri aluvionare cu Alnus glutinosa și Fraxinus excelsior (Alno-Padion, Alnion incanae, Salicion albae), Păduri de fag dacice (Symphyto-Fagion), Păduri de stejar și de carpen dacice, Păduri acidofile de Picea de la nivel montan la nivel alpin (Vaccinio-Piceetea), Tufărișuri cu Pinus mugo și Rhododendron hirsutum (Mugo-Rhododendretum hirsuti), Pajiști boreale și alpine pe substrat silicios, Pajiști panonice carstice (Stipo-Festucetalia pallentis), Formațiuni ierboase bogate în specii de Nardus, dezvoltate pe substraturi silicioase în zone montane (și în zone submontane, în Europa continentală), Liziere de ierburi înalte hidrofile de câmpie și de nivel montan până la alpin.
La baza desemnării sitului se află mai multe specii protejate:
- plante (3): Campanula serrata, papucul doamnei (Cypripedium calceolus), Tozzia carpathica
- amfibieni (3): izvoraș-cu-burta-galbenă (Bombina variegata), triton cu creastă (Triturus cristatus), Triturus montandoni
- mamifere (6): liliac cârn (Barbastella barbastellus), lupul (Canis lupus), vidră de râu (Lutra lutra), râs eurasiatic (Lynx lynx), liliac comun (Myotis myotis), urs brun (Ursus arctos)
- nevertebrate (8): Carabus variolosus, croitorul mare al stejarului (Cerambyx cerdo), rădașcă (Lucanus cervus), Morimus asper funereus, Osmoderma eremita Complex, Pholidoptera transsylvanica, Rosalia alpina, Vertigo angustior
- pești (2): moioagă (Barbus petenyi), porcușor de vad (Romanogobio uranoscopus)

Pe lângă speciile protejate, pe teritoriul sitului au mai fost identificate 2 specii de plante, 5 specii de amfibieni, 9 specii de mamifere, 6 specii de reptile.